# No Frills Video
No Frills Video (ibland betitlad No F*cking Frills) är en film med det amerikanska heavy metal-bandet Skid Row, bestående av sex musikvideor från albumet Slave to the Grind och EP:n B-Side Ourselves. Filmen som är totalt cirka 40 minuter lång gavs ut på VHS den 16 oktober 1993.

## Låtlista
1. Monkey Business (från albumet Slave to the Grind)
2. Wasted Time (från albumet Slave to the Grind)
3. Slave to the Grind (från albumet Slave to the Grind)
4. Quicksand Jesus (från albumet Slave to the Grind)
5. Little Wing (från EP:n B-Side Ourselves)
6. Psycho Therapy (från EP:n B-Side Ourselves)

## Banduppsättning
- Sebastian Bach - sång
- Dave "The Snake" Sabo - gitarr
- Scotti Hill - gitarr
- Rachel Bolan - bas
- Rob Affuso - trummor